# Ализада, Лайла
Лайла Ализада (англ. Layla Alizada, перс. لیلا علیزاده‎; род. 11 августа 1978, Кабул) — канадская актриса афганского происхождения.

## Биография
Ребёнком вместе с семьёй бежала из Афганистана в Канаду, провела несколько лет в Монреале, в дальнейшем росла в Ванкувере. В 1994—1996 гг. участвовала в канадском телевизионном шоу для подростков KidZone, в 1995 г. дебютировала на американском телевидении в одном из эпизодов сериала «Везёт, как утопленнику». В своей последующей карьере, наряду с появлением в нескольких заметных телеcериалах, в том числе «Следствие ведёт Да Винчи», «Маппет-шоу», «Дни нашей жизни», «Девственница Джейн», «Ясновидец» и «Заложница», Ализада сыграла в двух картинах социального звучания, получивших определённый резонанс.
Телефильм «Погоня за свободой» (2004) рассказывает историю Мины, беженки из Афганистана, которой пришлось уничтожить свои документы, спасаясь от талибов, и поэтому в США она не в состоянии доказать, что ей должно быть предоставлено политическое убежище; главную роль в фильме играет актриса Джульетт Льюис — иммиграционный адвокат, занимающийся делом Мины, однако и Ализада в роли Мины не осталась незамеченной, получив за неё в 2005 году премию Грейси как лучшая актриса второго плана в телефильме; сам фильм, по мнению критика «Нью-Йорк Таймс» Алессандры Стэнли, получился лучше, чем можно было бы ожидать в связи с его политической злободневностью.
В 2015 году Ализада снялась в главной роли в короткометражном фильме «День первый» — дипломной работе режиссёра Генри Хьюза в училище Американского института киноискусства: героиня актрисы — американская мусульманка Феда Ахмади, приезжающая в Афганистан как военная переводчица и сталкивающаяся в свой первый же день с разнообразными трудностями. Фильм получил номинацию на премию Оскар 2016 года в номинации "Лучший игровой короткометражный фильм и был удостоен премии BAFTA как лучший студенческий фильм года.

## Личная жизнь
С 2005 года Ализада встречалась с актёром Ноэлем Фишером. Пара обручилась в 2014 году и сыграла свадьбу в 2017 году.

## Фильмография
| Год       |     | Русское название                                 | Оригинальное название            | Роль                   |
| --------- | --- | ------------------------------------------------ | -------------------------------- | ---------------------- |
| 2004      | ф   | Погоня за свободой                               | Chasing Freedom                  | Меена                  |
| 2004      | с   | Чeтыре тысячи четыреста                          | The 4400                         | девушка                |
| 2004      | с   | Мёртвые, как я                                   | Dead Like Me                     | клубный представитель  |
| 2004      | с   | Следствие ведёт Да Винчи                         | Da Vinci's Inquest               | констебль Глория Уокер |
| 2005—2006 | с   | Бистро «У Годивы»                                | Godiva's                         | Раджни Хайдери         |
| 2006      | с   | Ратуша Да Винчи                                  | Da Vinci's City Hall             | Сьюзен Уоттс           |
| 2006      | с   | Доказательства                                   | The Evidence                     | офицер Хайден          |
| 2006      | с   | Эврика                                           | Eureka                           | доктор Шарат           |
| 2007      | с   | Оружие Робсона                                   | Robson Arms                      | доктор Сингх           |
| 2007      | с   | Отряд «Антитеррор»                               | The Unit                         | Нали                   |
| 2007      | тф  | Отпуск в наручниках                              | Holiday in Handcuffs             | Люси                   |
| 2011      | с   | Мыслить как преступник: Поведение подозреваемого | Criminal Minds: Suspect Behavior | Каролин Малек          |
| 2011      | с   | Только правда                                    | The Whole Truth                  | инструктор по йоге     |
| 2012      | с   | Менталист                                        | The Mentalist                    | помощник               |
| 2012      | с   | Мелисса и Джоуи                                  | Melissa & Joey                   | Минди                  |
| 2013      | с   | Время вышло                                      | Time's Up                        | Карла                  |
| 2014      | с   | В норме                                          | Legit                            | женщина в бурке        |
| 2014      | с   | Дни нашей жизни                                  | Days of Our Lives                | Келли                  |
| 2015      | кор | День первый                                      | Day One                          | Феда                   |
| 2015      | с   | Скандал                                          | Scandal                          | Фереште                |
| 2015      | с   | Риццоли и Айлс                                   | Rizzoli & Isles                  | бухгалтер              |
| 2015      | с   | Маппеты                                          | The Muppets                      | Бетти                  |
| 2015—2018 | с   | Девственница Джейн                               | Jane the Virgin                  | Регина                 |
| 2016      | с   | Касл                                             | Castle                           | Фиби                   |
| 2016      | с   | Сшиватели                                        | Stitchers                        | Деди Уиллис            |
| 2017      | с   | Заложница                                        | Taken                            | Елена                  |
| 2016—2017 | с   | Ясновидец                                        | Shut Eye                         | Симза                  |
| 2021      | с   | Бесстыжие                                        | Shameless                        | детектив               |